# Robert Crannell Minor
Ne doit pas être confondu avec Robert Minor.
Pour les articles homonymes, voir Crannell et Minor.
Robert Crannell Minor, né le 30 avril 1839 à New York dans l'état de New York et décédé le 4 août 1904 à Waterford dans l'état du Connecticut aux États-Unis, est un peintre tonaliste américain, spécialisé dans la peinture de paysage.

## Biographie
Robert Crannell Minor naît à New York en 1839. Fils d'un marchand ayant fait fortune dans le secteur pharmaceutique, il travaille d'abord comme comptable, avant de se décider à étudier l'art au début de la trentaine. Il commence sa formation auprès du peintre Alfred Cornelius Howland avant de se rendre en 1871 en Europe. Après une découverte des paysages anglais et des galeries londoniennes (ou il exposera plus tard à la Grosvenor Gallery (en)), il séjourne à Barbizon en France, ou il étudie avec le peintre Narcisse Díaz de la Peña. Il s'installe ensuite dans la ville d'Anvers en Belgique ou il suit les cours des peintres Hippolyte Boulenger et Joseph Van Luppen. Il voyage également en Allemagne et en Italie. En 1872, il expose au Salon de peinture et de sculpture à Paris et en 1874, il est le vice-président de la Société artistique et littéraire d'Anvers.
À son retour aux États-Unis en 1874, il ouvre un studio à New York. Il séjourne régulièrement dans les monts Adirondacks et dans le Connecticut à Waterford et se spécialise dans la réalisation de paysages de la région ressemblant à ceux de l'école de Barbizon, faisant de lui l'un des membres de l'American Barbizon School. Sous l'influence de George Inness et d'Alexander Helwig Wyant, il développe également un style tonaliste. En 1893, il participe à l'exposition universelle de 1893 de Chicago. Membre de la Society of American Artists (en) et du Salmagundi Club, il est élu en 1897 à l'académie américaine des beaux-arts. Au début des années 1900, il donne des cours au peintre Louis Eilshemius. En 1903, il séjourne dans la colonie artistique d'Old Lyme.
Il décède en 1904 à Waterford à l'âge de 65 ans. Il est enterré dans le cimetière de Cedar Grove (en) à New London.
Ces œuvres sont notamment visibles ou conservées au Brooklyn Museum et au Metropolitan Museum of Art de New York, au Smithsonian American Art Museum de Washington, à la Yale University Art Gallery de New Haven, au Mead Art Museum d'Amherst, au Lyman Allyn Art Museum (en) de New London, au Newark Museum de Newark, au Fleming Museum of Art (en) de Burlington, au Haggin Museum (en) de Stockton, à la Memorial Art Gallery de Rochester, à l'University of Arizona Museum of Art de Tucson et au Florence Griswold Museum d'Old Lyme.

## Œuvres

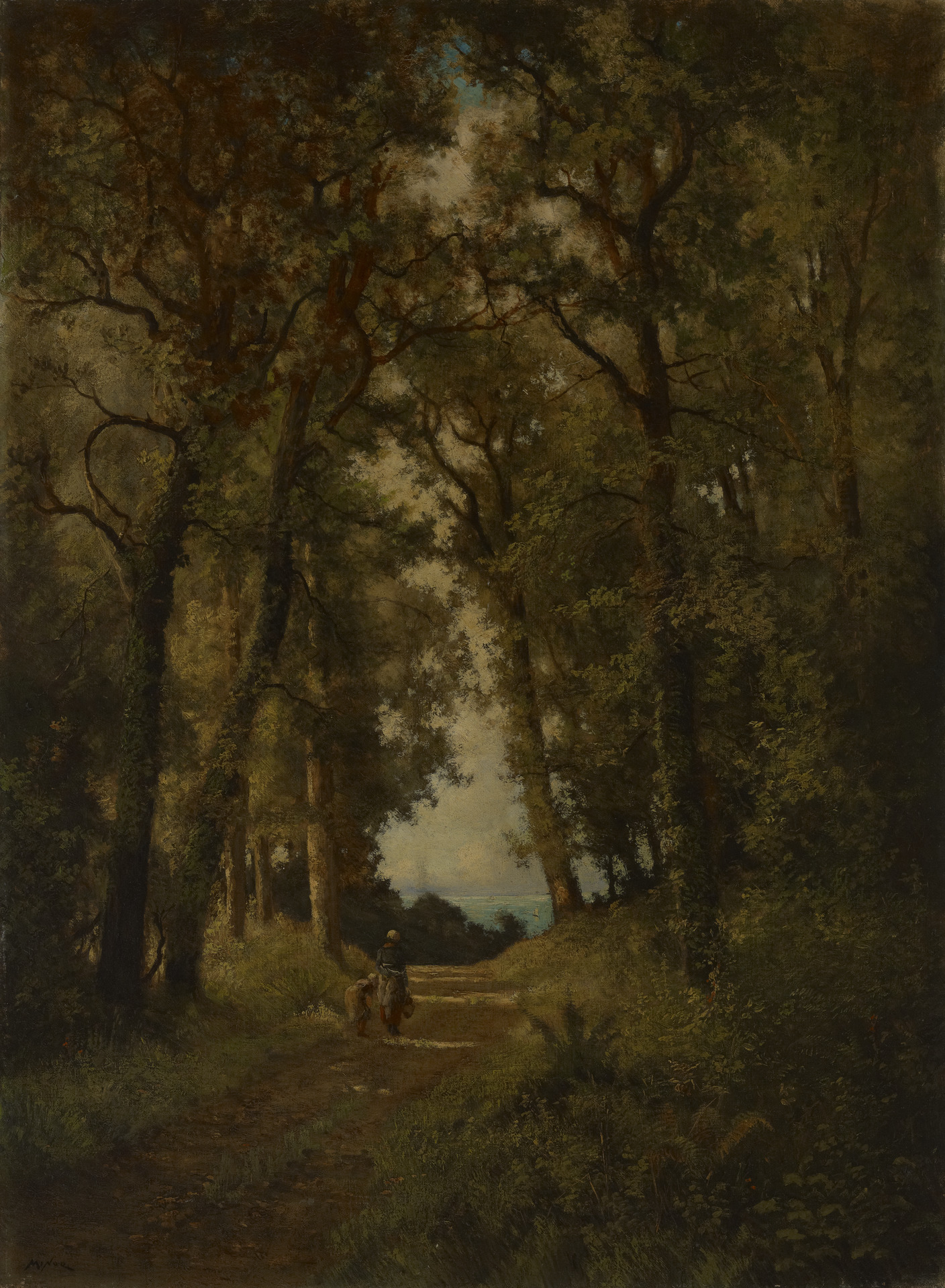
'Scene on Devonshire, sans date, Yale University Art Gallery
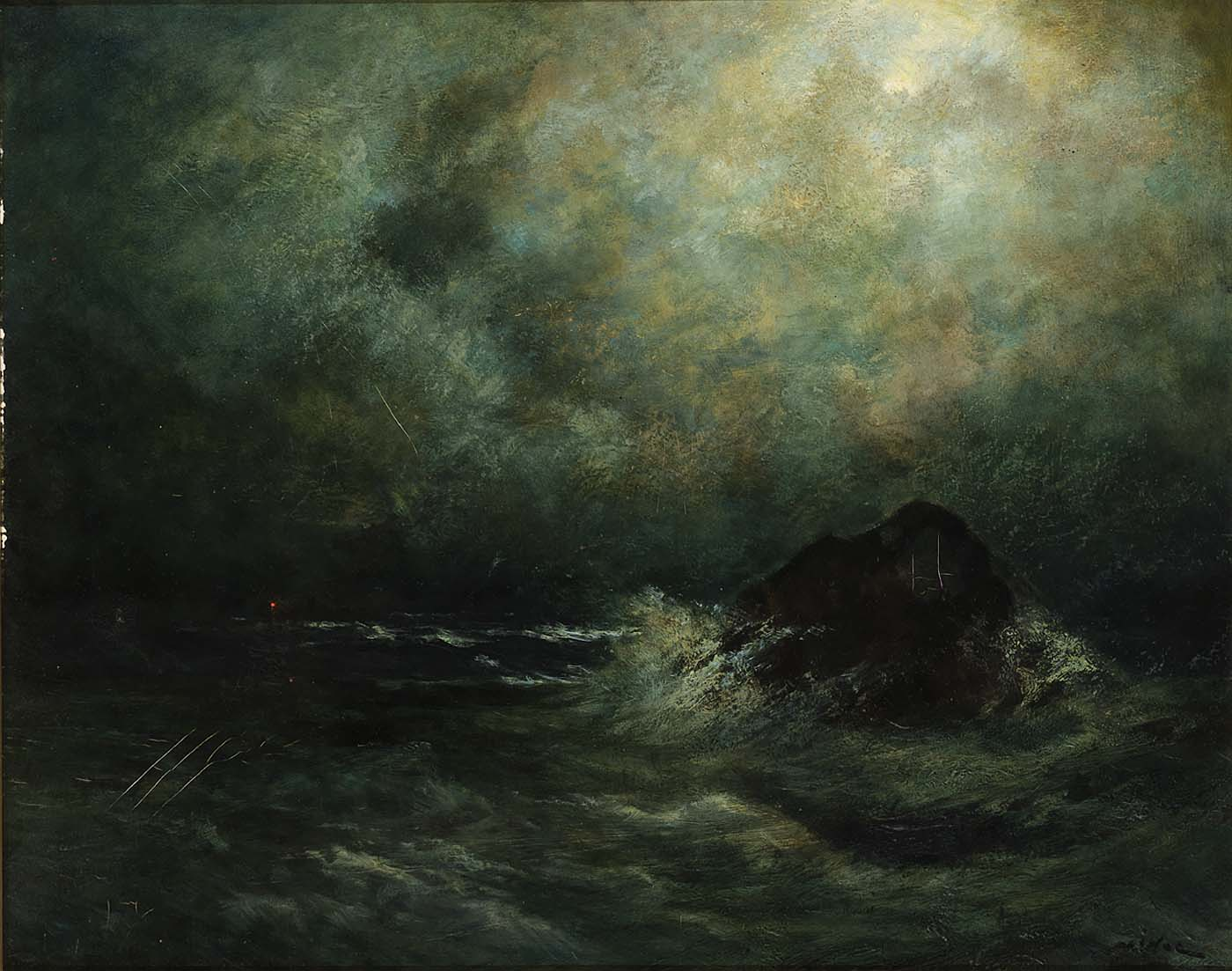
Great Silas at Night, 1890, Smithsonian American Art Museum
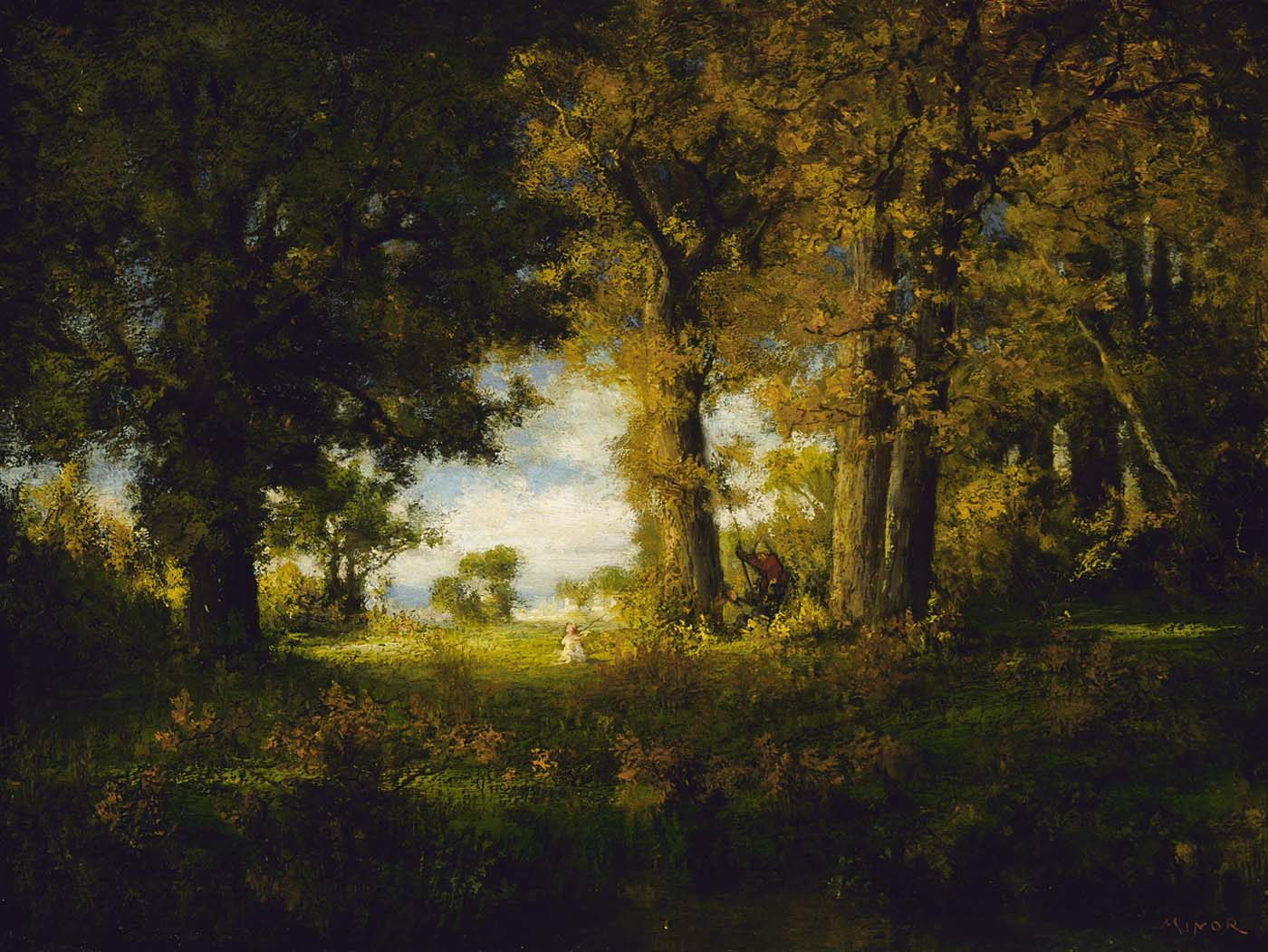
October, sans date, Smithsonian American Art Museum
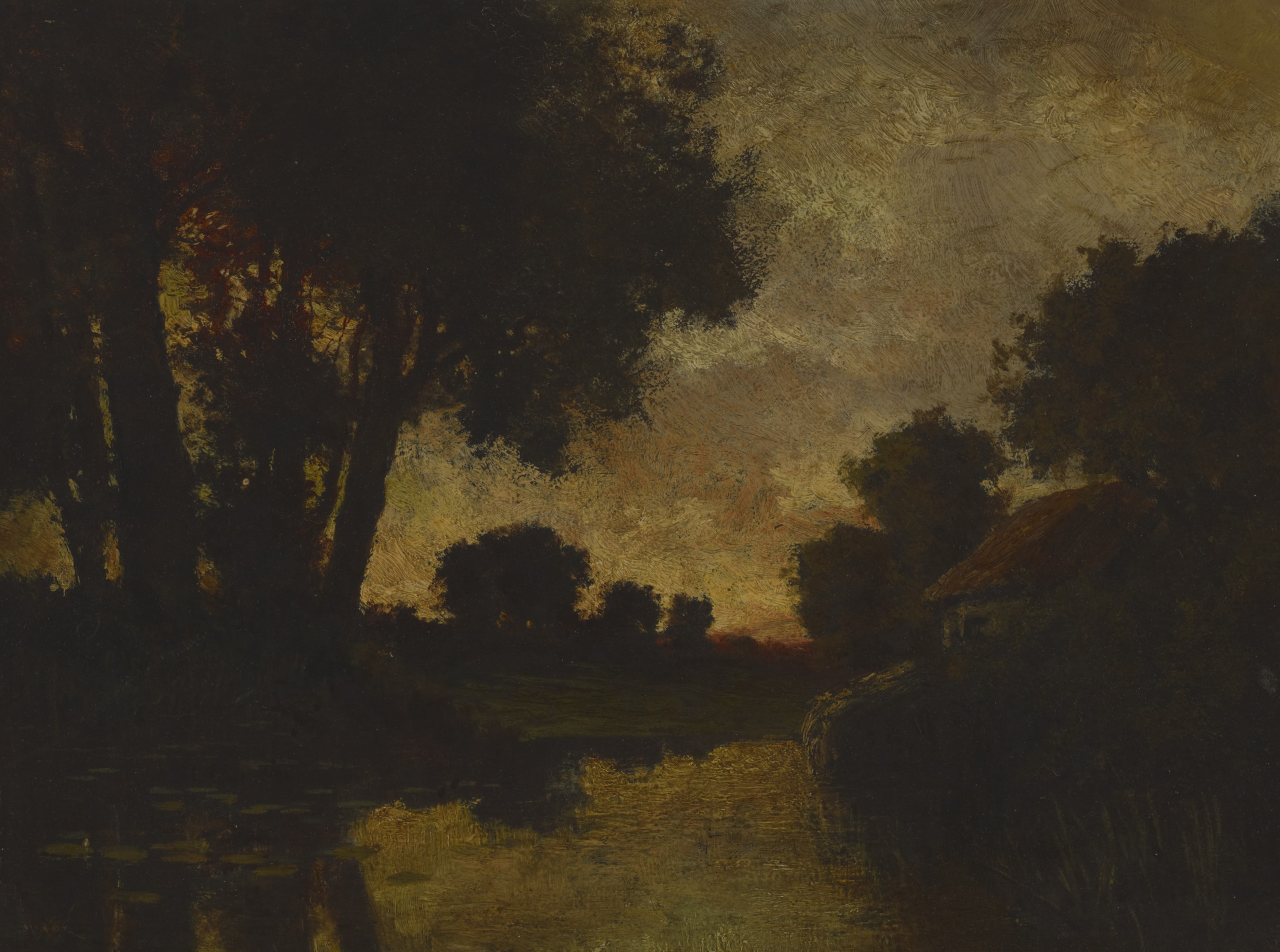
River at Sunset, sans date, Yale University Art Gallery
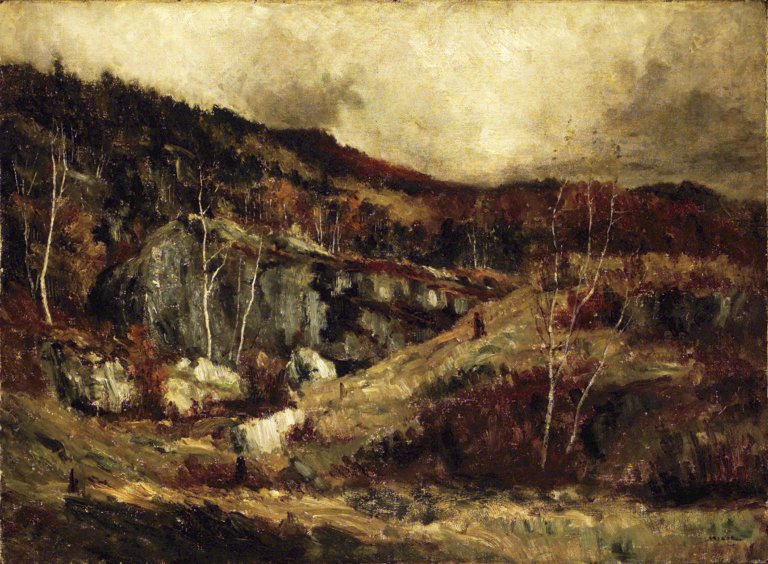
In the Adirondacks, sans date, Brooklyn Museum
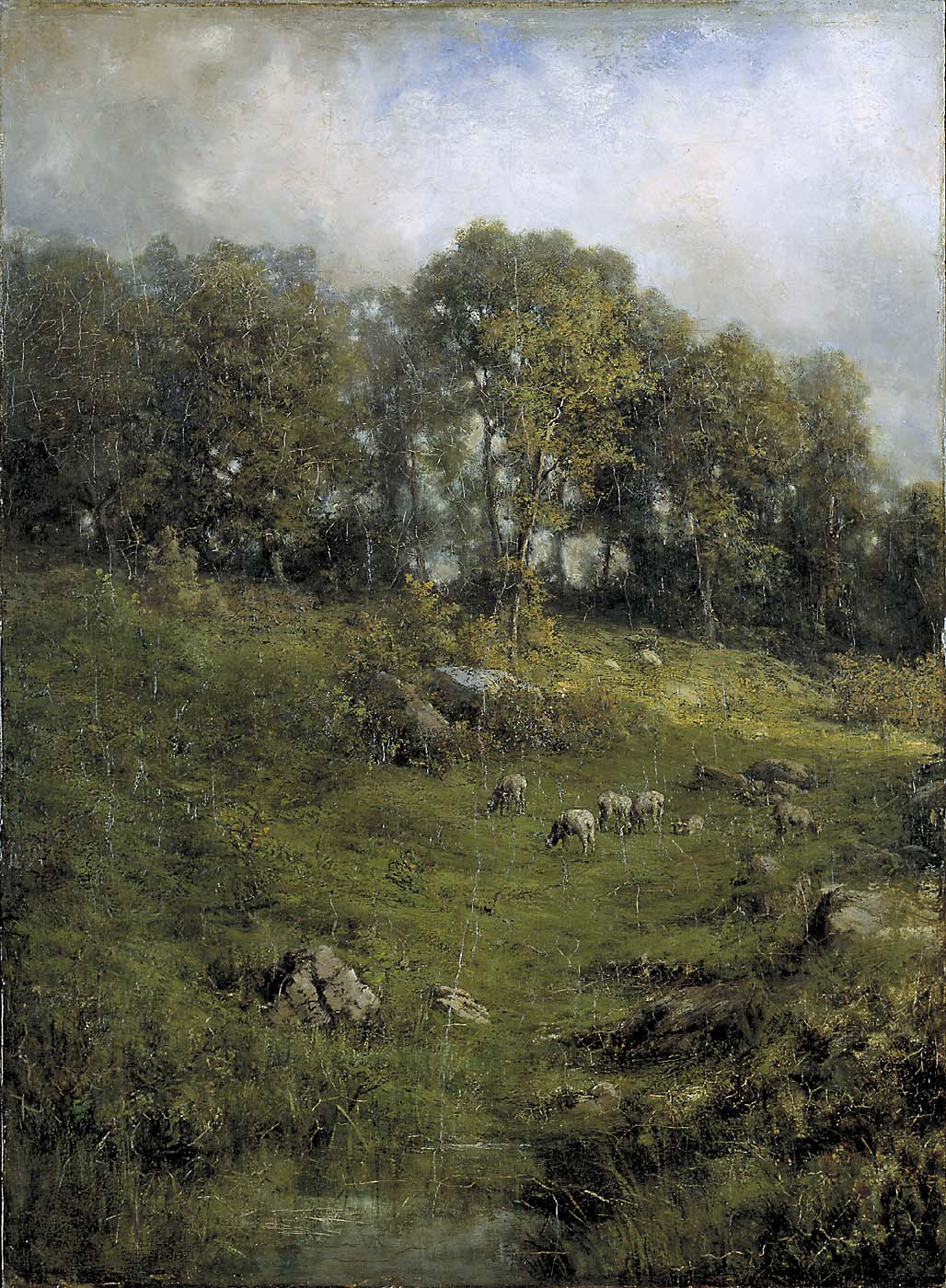
A Hillside Pasture, sans date, Smithsonian American Art Museum